# Орявчик-Звенів
Орявчик-Звенів — невеликий гірськолижний курорт в українських Карпатах, який знаходиться у Сколівському районі Львівської області — село Орявчик.
Розташований курорт на території заповідника «Сколівські Бескиди» недалеко від траси «Київ-Чоп». Включає в себе два гірськолижних центри — комплексу відпочинку «Звенів» та комплексу відпочинку «Орявчик». На схилах гір прокладені траси для початківців, середнього та складного рівня. Гірськолижний курорт в Карпатах Орявчик, витяги є на гірськолижному комплексі «Звенів» і готельному комплексі «Орявчик». Підходять любителям сноуборду. Надаються послуги інструктора, є різноманітні розваги. Затишне місце, невеликі черги на підйомники. Туристичний комплекс «Звенів» має більш розвинену інфраструктуру та більше трас і підйомників, «Орявчик» — 2 траси середнього рівня. Неподалік, за декілька кілометрів від Орявчика, знаходиться гірськолижний курорт Тисовець.

## Траси
- лижна траса комплексу «Звенів», протяжність 1200 м
- лижна траса комплексу «Звенів», протяжність 1400 м
- лижна траса комплексу «Звенів», протяжність 400 м
- лижна траса комплексу «Звенів», протяжність 600м
- 2 траси для початківців та дітей комплексу «Орявчик», протяжність по 450 м кожна

## Види підйомників
- бугельний комплекс «Звенів» — 960 м
- бугельний комплекс «Звенів» — 350 м
- бугельний комплекс «Орявчик» — 450 м